# シスコげらげら劇場
『シスコげらげら劇場』（シスコげらげらげきじょう）は、1964年4月20日から同年7月27日までフジテレビ系列局で放送されていたフジテレビ製作の時代劇コメディ番組である。その後も1964年8月5日から同年10月21日まで『ついてこい!藤吉』（ついてこい とうきち）と題して放送されていた。『シスコげらげら劇場』時代にはシスコ製菓の一社提供で放送。

## 概要
松竹新喜劇がテレビで初めて取り組んだ「まげものコメディー」で、渋谷天外が演じる町医者のべんけいあん先生と藤山寛美が演じる人の良い藤吉を中心に展開していた。

## 放送時間
いずれも日本標準時。
- 月曜 19:00 - 19:30 （シスコげらげら劇場）
- 水曜 19:30 - 20:00 （ついてこい! 藤吉）

## 出演者
- べんけいあん先生：渋谷天外
- 藤吉：藤山寛美
- 花村美津子
- 藤代由紀子
- ほか、松竹新喜劇のメンバー

## スタッフ
- 脚本：舘直志（渋谷の筆名）、花登筺
- 演出：舘直志

## 参考資料
- 『朝日新聞縮刷版』1964年4月号（通巻514号。朝日新聞社発行）…『国立国会図書館サーチ』より、書誌詳細情報
- げらげら劇場 - テレビドラマデータベース